# The Adventures of Mimi Tour
The Adventures of Mimi: The Voice, The Hits, The Tour foi uma turnê realizada em 2006 pela cantora americana Mariah Carey. Foi uma das poucas turnês da cantora e foi nomeada a partir do título do diário da cantora. A turnê começou em meados de Julho e terminou em Outubro daquele ano, com dois concertos na África e vinte e cinco cidades dos Estados Unidos, sete no Canadá e na Ásia.

## História

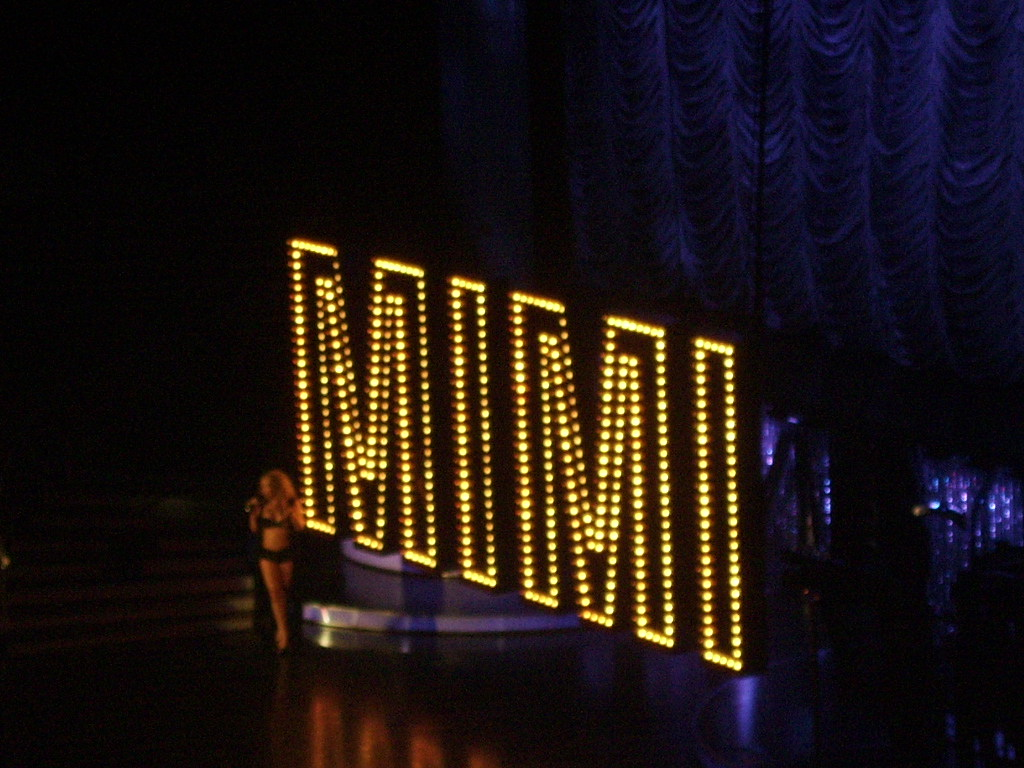
Mariah Carey em apresentação em Tampa, Florida em 7 de Agosto de 2006.

Diferente de sua turnê anterior, três anos atrás a contar do lançamento desta, a cantora começou a turnê dezesseis meses depois do lançamento do até então último álbum, The Emancipation of Mimi. A cantora havia decidido não ter uma turnê do álbum pelas longas viagens, mas a pedidos dos fãs ela decidiu celebrar com eles uma das melhores fases de sua carreira.
Similar com outras turnês, Mariah deu aos fãs a chance de enviar ideias para o repertório e para o título da turnê. O seu companheiro de longa data e jurado do programa American Idol, Randy Jackson, entrou para a turnê como diretor musical.
Durante a turnê, Mariah reformulou alguns de suas músicas com remixes e mashups de uma música com outra. Como de costume, a cantora também convidou seu amigo e companheiro desde início de sua carreira, Trey Lorenz, para cantar as canções "I'll Be There" e "One Sweet Day".
Durante a turnê, surgiram boatos que em Hong Kong o concerto foi cancelado por baixas vendas. Ao contrário dos boatos, o empresário da cantora Benny Medina disse que foram vendidos mais de 8 mil ingressos e o concerto foi cancelado por falha do empresário local por não pagamento e por quebra de contrato.

## Abertura
Sean Paul e Busta Rhymes foram escolhidos para abrir o concerto. Sean Paul foi o que mais fez concertos. O cantor Ne-Yo abriu o concerto em  San Diego, enquanto o rapper Chingy abriu o concerto em Anaheim.

## Repertório
1. "Rollercoaster" (Montanha-russa) [vídeo de introdução em que Mariah fala sobre a vida e a compara com uma montanha-russa]
2. "It's Like That" (Com vocais gravados de Jermaine Dupri e Fat Joe)
3. "Heartbreaker Remix/Heartbreaker" (Com vocais gravados de Da Brat, Missy Elliot e Jay-Z)
4. "Dreamlover" (The Notorious B.I.G. "Juicy" Remix)
5. "My All/My All Club Remix"
6. "Shake It Off"
7. DJ Clue Breaks  (Parte em que DJ Clue coloca várias músicas enquanto a cantora troca de roupa)
8. "Vision of Love"
9. "Fly Like a Bird"
10. "I'll Be There" (com Trey Lorenz)
11. Trey Lorenz break - [o cantor faz algumas performances de músicas conhecidas de outros cantores enquanto a cantora troca de roupa]
12. "Fantasy" (Remix) (Com vocais gravados de Ol' Dirty Bastard)
13. "Don't Forget About Us"
14. "Always Be My Baby"
15. "Honey"(Com vocais gravados de Ma$e)
16. DJ Clue break - current hip hop and club cuts  [costume change to green/turquoise gown]
17. "I Wish You Knew" (snippet)
18. "Can't Let Go" (snippet)
19. "Thank God I Found You" (Make It Last Remix) (com Trey Lorenz)
20. "One Sweet Day" (snippet; full version sung with Boyz II Men in Anaheim)
21. "Hero"
22. "Make It Happen" (Retirada desde o concerto em Toronto e cantada depois em Anaheim)
23. "We Belong Together"
24. "Butterfly" (Outro)
25. "All I Want for Christmas Is You" (Somente no Japão)

Outra canções foram incluídas no concerto como "Stay the Night" (cantada no lugar de "Vision of Love" em nos primeiros concertos nos Estados Unidos e em Verona, Uncasville, Tokyo, Nagoya, Osaka e o primeiro concerto em Saitama), "Without You" (cantada na Tunísia), "Breakdown" (cantada na Tunísia e Miami) e partes de "I Know What You Want," "Can't Let Go,"  "Melt Away" (Detroit), "Close My Eyes", "My Saving Grace," "Joyride" (Tampa), "Love Takes Time" e "Your Girl" (primeiro verso e o refrão em alguns concertos nos Estados Unindos).

## Datas
| África                 |                    |                |                               |
| 22 de Julho de 2006    | Tunis              | Tunísia        | Stade El Menzah               |
| 24 de Julho de 2006    | Tunis              | Tunísia        | Stade El Menzah               |
| América do Norte       |                    |                |                               |
| 5 de Agosto de 2006    | Miami              | Estados Unidos | American Airlines Arena       |
| 7 de Agosto de 2006    | Tampa              | Estados Unidos | St. Pete Times Forum          |
| 9 de Agosto de 2006    | Atlanta            | Estados Unidos | Philips Arena                 |
| 11 de Agosto de 2006   | Philadelphia       | Estados Unidos | Wachovia Center               |
| 13 de Agosto de 2006   | Toronto            | Canadá         | Air Canada Centre             |
| 15 de Agosto de 2006   | Montreal           | Canadá         | Bell Centre                   |
| 17 de Agosto de 2006   | Atlantic City      | Estados Unidos | Trump Taj Mahal Casino Resort |
| 19 de Agosto de 2006   | Atlantic City      | Estados Unidos | Trump Taj Mahal Casino Resort |
| 21 de Agosto de 2006   | Boston             | Estados Unidos | TD Garden                     |
| 23 de Agosto de 2006   | New York           | Estados Unidos | Madison Square Garden         |
| 25 de Agosto de 2006   | Uncasville         | Estados Unidos | Mohegan Sun Arena             |
| 27 de Agosto de 2006   | East Rutherford    | Estados Unidos | Continental Airlines Arena    |
| 29 de Agosto de 2006   | Toronto            | Canadá         | Air Canada Centre             |
| 1 de Setembro de 2006  | Albany             | Estados Unidos | Pepsi Arena                   |
| 3 de Setembro de 2006  | Wantagh            | Estados Unidos | Nikon at Jones Beach Theater  |
| 5 de Setembro de 2006  | Verona             | Estados Unidos | Turning Stone Resort & Casino |
| 7 de Setembro de 2006  | Washington, D.C.   | Estados Unidos | Verizon Center                |
| 9 de Setembro de 2006  | Detroit            | Estados Unidos | The Palace of Auburn Hills    |
| 11 de Setembro de 2006 | Chicago            | Estados Unidos | United Center                 |
| 14 de Setembro de 2006 | Houston            | Estados Unidos | Toyota Center                 |
| 16 de Setembro de 2006 | Dallas             | Estados Unidos | American Airlines Center      |
| 19 de Setembro de 2006 | Winnipeg           | Canadá         | MTS Centre                    |
| 21 de Setembro de 2006 | Edmonton           | Canadá         | Rexall Place                  |
| 23 de Setembro de 2006 | Vancouver          | Canadá         | General Motors Place          |
| 25 de Setembro de 2006 | Calgary            | Canadá         | Pengrowth Saddledome          |
| 27 de Setembro de 2006 | Sacramento         | Estados Unidos | ARCO Arena                    |
| 30 de Setembro de 2006 | Las Vegas          | Estados Unidos | MGM Grand Garden Arena        |
| 2 de Outubro de 2006   | Oakland            | Estados Unidos | Oracle Arena                  |
| 4 de Outubro de 2006   | San Diego          | Estados Unidos | San Diego Sports Arena        |
| 6 de Outubro de 2006   | Los Angeles        | Estados Unidos | Staples Center                |
| 8 de Outubro de 2006   | Anaheim            | Estados Unidos | Honda Center                  |
| 10 de Outubro de 2006  | Phoenix            | Estados Unidos | US Airways Center             |
| Ásia                   |                    |                |                               |
| 16 de Outubro de 2006  | Tokyo              | Japão          | Nippon Budokan                |
| 18 de Outubro de 2006  | Nagoya             | Japão          | Nagoya Rainbow Hall           |
| 20 de Outubro de 2006  | Saitama Prefecture | Japão          | Saitama Super Arena           |
| 21 de Outubro de 2006  | Saitama Prefecture | Japão          | Saitama Super Arena           |
| 24 de Outubro de 2006  | Osaka              | Japão          | Osaka-jō Hall                 |
| 25 de Outubro de 2006  | Osaka              | Japão          | Osaka-jō Hall                 |

## Box office score data
| Local                        | Cidade          | Ingressos vendidos / À venda | Vendagem   |
| ---------------------------- | --------------- | ---------------------------- | ---------- |
| Stade El Menzah              | Tunis           | 42,525 / 42,525 (100%)       | $5,626,738 |
| American Airlines Arena      | Miami           | 13,156 / 13,156 (100%)       | $1,074,620 |
| St. Pete Times Forum         | Tampa           | 13,354 / 13,542 (99%)        | $714,455   |
| Philips Arena                | Atlanta         | 11,226 / 13,288 (84%)        | $660,595   |
| Wachovia Center              | Philadelphia    | 15,160 / 15,160 (100%)       | $1,516,136 |
| Air Canada Centre            | Toronto         | 27,064 / 27,064 (100%)       | $2,039,161 |
| Bell Centre                  | Montreal        | 13,200 / 14,161 (93%)        | $810,980   |
| Trump Taj                    | Atlantic City   | 5,000 / 5,000 (100%)         | $750,046   |
| Trump Taj                    | Atlantic City   | 5,000 / 5,000 (100%)         | $1,046,560 |
| TD Garden                    | Boston          | 11,993 / 14,922 (80%)        | $1,034,794 |
| Madison Square Garden        | New York        | 13,930 / 13,930 (100%)       | $1,300,400 |
| Continental Airlines Arena   | East Rutherford | 12,697 / 13,525 (94%)        | $1,076,790 |
| Pepsi Arena                  | Albany          | 6,519 / 6,519 (100%)         | $4,511,211 |
| Nikon at Jones Beach Theater | Wantagh         | 11,725 / 13,855 (85%)        | $654,534   |
| Verizon Center               | Washington      | 12,121 / 14,199 (85%)        | $839,643   |
| The Palace of Auburn Hills   | Auburn Hills    | 12,804 / 12,804 (100%)       | $894,399   |
| United Center                | Chicago         | 12,958 / 13,930 (93%)        | $919,268   |
| Toyota Center                | Houston         | 11,252 / 11,830 (95%)        | $828,293   |
| American Airlines Center     | Dallas          | 10,521 / 11,494 (91%)        | $806,096   |
| MTS Centre                   | Winnipeg        | 8,915 / 9,557 (93%)          | $611,223   |
| Rexall Place                 | Edmonton        | 12,013 / 12,578 (95%)        | $880,306   |
| General Motors Place         | Vancouver       | 14,189 / 14,652 (97%)        | $1,223,100 |
| Pengrowth Saddledome         | Calgary         | 11,984 / 11,984 (100%)       | $815,242   |
| ARCO Center                  | Sacramento      | 12,353 / 12,510 (99%)        | $938,106   |
| MGM Grand Garden Arena       | Las Vegas       | 13,730 / 13,730 (100%)       | $1,844,530 |
| Oakland Arena                | Oakland         | 12,510 / 13,585 (92%)        | $960,369   |
| San Diego Sports Arena       | San Diego       | 9,480 / 10,000 (95%)         | $765,431   |
| Staples Center               | Los Angeles     | 12,844 / 13,882 (92%)        | $1,230,397 |
| Honda Center                 | Anaheim         | 11,475 / 12,024 (95%)        | $918,283   |
| US Airways Arena             | Phoenix         | 12,049 / 13,136 (92%)        | $880,739   |
| Nippon Budokan               | Tokyo           | 13,509 / 13,509 (100%)       | $1,853,702 |
| Nagoya Rainbow Hall          | Nagoya          | 9,853 / 9,853 (100%)         | $1,425,184 |
| Saitama Super Arena          | Tokyo           | 35,227 / 35,227 (100%)       | $5,814,781 |
| Saitama Super Arena          | Tokyo           | 35,227 / 35,227 (100%)       | $5,530,412 |
| Osaka-jō Hall                | Osaka           | 13,105 / 13,105 (100%)       | $1,965,010 |

Nota: Concertos em Hershey, Denver e Seattle foram inicialmente agendadas mas foram cancelados devidos a baixa vendas de ingressos. A planned second Madison Square Garden date was also scrapped. Com os treze concertos nos Estados Undios os ingressos foram esgotados foram escolhidas cidades no Canadá. Canadá foi o país em que os ingressos venderam rapidamente e mais favorável a condições econômicas. O conerto final em Hong Kong foi cancelado devido a conflitos com o promotor do evento.

## Recepção
[[Ficheiro:Mariah Carey in August 2006 3.jpg|180px|thumb|
Avaliações da turnê foram mistas, muitos críticos falaram sobre a transformação da cantora de uma pop star para uma cantora mais hip hop e dos vocais que a cantora apresentava. Outros críticos comentaram sobre a duração curta do concerto, especialmente as muitas trocas de roupas que a cantora faz, enquanto outros acham que a cantora estava tentando ao máximo fazer com que o público gostasse dela, especialmente o vídeo de introdução e a metáfora usada.

## Gravações
De acordo com o diretor musical Randy Jackson, o show no Honda Center em Anaheim em 8 de Outubro de 2006 foi escolhido como base para um futuro lançamento do DVD.  Embora um pré-concerto foi filmado lá para incluir fans, regular a luz e a preparação técnica para então à noite o concerto ser gravado.
O resultado foi o DVD intulado The Adventures of Mimi, lançado em 19 de Novembro de 2007.

## Equipe

### Equipe de Produção

#### Executivos
- Diretor: Mariah Carey & Benny Medina
- Co-Diretor: Mark Sudack
- Executivo: Michael Richardson
- Handprint Entertainment: Melissa Ruderman
- Maroon Entertainment: Gina Rainville

she the best

#### Concerto
- Gerente: Michael Richardson
- Diretor: Barry Lather
- Diretor Musical: Randy Jackson
- Coreografia: Rachel McIntosh
- Coreógrafos: Rachel McIntosh, Eddie Morales, Anthony Talauega, Richmond Talauega, AJ Jones
- Iluminação: Justin Collie/Art Fag
- Projetor de som: Mike McKnight
- Engenheiro de Som: Howard Page
- Diretor de Vídeo: Chris Keating
- Backline Tech: Shawn Atkins Drums & Bass Guitar/Key Bass

- Vinhetas: Dirigidas por Spike Lee
- Introdução: Bill Boatman & Michael Shores

- Segurança: Darrel Clark
- Segurança: Rob Payne
- Maquiagem: Paul Starr
- Cabelo: Lew Ablahani
- Consultor de Moda: June Ambrose
- Costureira: Nile Cmylo
- Assistente Pessoal: Lisa Ripi
- Treinadora esportiva: Patricia Gay

### Artistas de Palco

#### Banda
- Teclado: Eric Daniels
- teclado: Lamonte Neuble
- Bateria: Jerohn Garnett
- Baixo/Guitarra: James Butler
- Guitarra: Jon Clark
- Percussão: Ollie E. Brown
- Vocal de Apoio, dueto e cantor: Trey Lorenz
- Vocal de Apoio: MaryAnn Tatum
- Vocal de Apoio: Sherry Tatum

#### Dançarinos
- Rachel McIntosh
- Eddie Morales
- Earl Wright
- Joshuah Michael
- Michelle Brooke]
- Bryan Tanaka
- Russel Wright

#### Participações Especiais
- Da Brat - Atlanta, New York City, Wantagh, Washington DC, Chicago, Los Angeles
- Jermaine Dupri - Atlanta, Las Vegas
- Sean Combs - New York City
- Jadakiss - New York City
- Styles P - New York City
- Jay-Z - New York City
- Coro e Pastor da True Worship Church in East New York - New York City, East Rutherford, Wantagh
- Mario - East Rutherford
- Jack (cachorro Jack Russell Terrier da cantora) - Wantagh
- Mike Jones - Houston
- Boyz II Men - Anaheim
- Chris Brown - Los Angeles